# Людерс, Карл Карлович
Карл Карлович Людерс (1816—1882) — директор Телеграфного департамента Российской империи; почётный член Петербургской Академии наук (с 1875). 

## Биография
Карл Карлович Людерс родился в Эстляндской губернии 15 (27) августа 1816 года. 
В 1838 году был выпущен из института Корпуса инженеров путей сообщения в чине поручика и поступил на службу во Вторую дирекцию окрестных дорог. 
Это был период, когда в России занимались опытами по созданию телеграфных линий электромагнитного телеграфа. В 1843 году академик Б. С. Якоби устроил электрическое телеграфное сообщение между зданиями Главного управления путей сообщения в Санкт-Петербурге и дворцом Царского Села, а также между Зимним Дворцом в Санкт-Петербурге и кабинетом Главноуправляющего путей сообщения. Ему было поручено разработать проект телеграфа между Санкт-Петербургом и Москвой. Предложение Якоби использовать воздушные провода, что применялось уже за границей, не нашло поддержки; Главное управление путей сообщения настояло на «более верном средстве» и остановилось на подземной проводке. Однако решить ряд сложных задач ему не удалось и в 1848 году он попросил освободить его от работ по устройству телеграфа. В июле 1848 года он передал дела инженер-полковнику К. К. Людерсу, штабс-капитану Э. А. Гетшелю и барону Ф. Я. Герварту. В 1849 году Людерс и Гетшель стажировались в Германии. В Берлине К. К. Людерс сумел установить деловые контакты с Вернером фон Сименсом, результатом которых стала покупка четырёх телеграфных аппарата у фирмы «Siemens & Halske AG» для того, чтобы испытать их в Российской империи. Для проведения опытов на строящейся телеграфной линии Санкт-Петербург — Москва также было приобретено 30 вёрст изолированного гуттаперчей телеграфного провода, который по распоряжению П. А. Клейнмихеля проложили под землёй на участке железной дороги от Петербурга до Колпино (22,5 вёрст). Руководивший этими работами К. К. Людерс, 2 августа 1850 года доложил П. А. Клейнмихелю об успешной организации телеграфной связи.
Людерс предложил устроить на железнодорожной линии Санкт-Петербург — Москва 

…столько же телеграфических станций, сколько является таковых на железной дороге, а именно 33. Для каждой из них кроме оконечных в С.-Петербурге и Москве, потребно по два аппарата, полагая при одном аппарате 3 сигналиста, что составляет по 8-ми часов дежурств в сутки на каждого, потребуется для полного телеграфического действия 192 сигналиста…. Телеграфические аппараты должны быть помещены на самих станциях, ибо без этого невозможно было бы останавливающимся только на несколько минут поездам сообщать полученные депеши и принимать таковые же от них.
— Первые телеграфные аппараты и станции на железнодорожном транспорте
. 
В 1858 году был принят указ о создании в составе Главного управления путей сообщения телеграфного управления. Первым директором телеграфов стал Людвиг Гергардт; его товарищем стал полковник (с 1860 года — генерал-майор) К. К. Людерс; 4 ноября 1866 года телеграфное ведомство возглавил К. К. Людерс. В 1865 году было разрешено принимать в Финляндии на телеграфную службу женщин, а при Людерсе — и в России. 
В 1867 году К. К. Людерс был командирован в Париж для изучения новых изобретений в области телеграфа. В 1868 году он возглавлял делегацию России на Венской конференции, главным вопросом на которой был пересмотр решений международной телеграфной конвенции, заключённой 5 мая 1865 года. В 1869 году, в Берлине, он участвовал в работе Комитета по вопросам порядка передачи телеграфной корреспонденции по линии Индо-Европейского телеграфа, а в 1871 году находился в Риме, где пересматривались решения прежних телеграфных конвенций. В 1868 году он был произведён в тайные советники. 
За то время, когда К. К. Людерс был директором Телеграфного департамента в Российской империи телеграфная связь развивалась как в западной части страны, так и в восточной. В 1869 году было завершено строительство Амурской телеграфной линии длиной 1780 вёрст, в 1870 году — телеграфной линии до Хабаровска; проведен телеграф в Туркестанский край; организована связь по подводному кабелю с Сахалином через Татарский пролив; построена телеграфная линия, которая связала Россию со странами Скандинавии — в Балтийском море были проложены два кабеля: один между Либавой и Данией, другой между Нюштадтом (Финляндия) и Швецией. Для связи с Турцией, Грецией и островами архипелага был проложен подводный кабель через Чёрное море между Одессой и Константинополем. 
По инициативе Людерса в 1872 году был организован Телеграфный музей (ныне — Центральный музей связи имени А. С. Попова). Он привлёк к созданию и обустройству музея своих единомышленников из Телеграфного департамента — инспектора Ф. И. Норпе, главного механика Г. И. Тидемана и других. Только спустя пять лет, в 1877 году, на Почтамтской улице, в доме № 17, была открыта первая экспозиция музея.
В 1875 году К. К. Людерс был единогласно избран почётным членом Петербургской академии наук. В этом же году он председательствовал на международной телеграфной конференции в Санкт-Петербурге. В её работе приняли участие представители 22 государств, (в том числе впервые делегация США) и 11 частных телеграфных компаний, владевших телеграфными кабелями в различных частях света. На конференции был принят международный регламент телеграфной связи.
Умер 15 (27) августа 1882 года, находясь на лечении в Австрии. Его тело перевезли в Санкт-Петербург и похоронили на Волковом кладбище.

## Награды
За свои заслуги К. К. Людерс получил многочисленные российские и иностранные награды, в их числе:
- Орден Святого Станислава 1-й степени (1866)
- Орден Святой Анны 1-й степени (1867)
- Орден Святого Владимира 2-й степени (1869)
- Орден Белого орла (1872)
- Высочайшее благоволение (1874)
- Золотая табакерка, украшенная бриллиантами, с вензелем Е.И.В. (1876)
- Орден Святого Александра Невского (1880)
- Знак отличия за XL лет беспорочной службы
- бронзовая медаль в память войны 1853 — 1856 годов
- серебряная медаль в память о событии 1 марта 1881 года

Иностранные:
- Персидский орден Льва и Солнца со звездой (1865)
- Датский орден Данеброг, большой крест (1868)
- Австрийский орден Франца-Иосифа, большой крест (1869)
- Шведский орден Полярной звезды, большой крест (1869)
- Прусский орден Красного орла 1-й степени (1872)
- Французский орден Почётного легиона, командорский крест (1876)